# Glycera rouxi
Glycera rouxi är en ringmaskart som beskrevs av Jean Victor Audouin och Milne Edwards 1833. I den svenska databasen Dyntaxa används istället namnet Glycera rouxii. Glycera rouxi ingår i släktet Glycera och familjen Glyceridae. Arten har ej påträffats i Sverige. Inga underarter finns listade i Catalogue of Life.